# Petrolina Social Futebol Clube
O Petrolina Social Futebol Clube (conhecido apenas por Petrolina e cujo acrônimo é PSFC) é um clube esportivo brasileiro da cidade de Petrolina, no interior de Pernambuco.  Foi fundado em 11 de novembro de 1998 como Petrolina Futebol Clube até 2008, quando passou a ser um clube social. Conhecido como "Fera Sertaneja", tem como sua principal mascote o Tigre, maior felino da Ásia e embora o animal não exista no Brasil, foi adotado como mascote e suas cores, presentes no escudo e bandeira oficial, são o vermelho, amarelo e verde.
Seus títulos mais importantes conquistados no futebol são o tricampeonato pernambucano da série A2, sendo que um foi ganho de forma invicta em 2018. Participou da primeira divisão pernambucana em 2002 onde permaneceu por três anos, quando veio a cair e voltando em 2010 e teve duas participações nas séries C e D do campeonato nacional. O Petrolina possui vários rivais em sua história, tendo mais relevância ao clássico contra outra equipe do mesmo município de Petrolina, o 1.º de Maio Esporte Clube.

## História
A História do Petrolina Social Futebol Clube começa no dia 11 de novembro de 1998, quando o clube foi fundado por um grupo de empresários petrolinense, dentre eles o empresário Jefferson de Souza Correia, o Ferson, José Faustino Atanázio, Omar Lopes Cançado Junior (Compositor do hino), Francisco Roberto Silva, Luiz Leonardo de Lima e outros. Com o nome de Petrolina Futebol Clube. O grupo sentia-se carentes, futebolisticamente falando, de uma equipe que levasse o nome da cidade e que jogasse em competições de alto nível. A ideia era contar com outra equipe na segunda divisão pernambucana, logo em seu primeiro ano de existência. Em  2000, inspirado nas cores da cidade e na bravura e coragem do sertanejo, o então diretor Omar Lopes Cançado Júnior, compôs o hino do clube e denominou com o título de "Fera Sertaneja". Já em 2001, o clube conseguiu o seu maior feito, o título de campeão da segunda divisão estadual. Na elite, o clube permaneceu entre os anos de 2002 e 2005, quando foi rebaixado, conseguindo o retorno após boa aparição na disputa do segundo escalão em 2007.
Em 2008, após boa campanha no estadual com a 8ª melhor campanha, passa a se chamar Petrolina Social Futebol Clube. Ainda no mesmo ano, herda a vaga do Ypiranga, disputa pela primeira vez uma competição a âmbito nacional, o Petrolina disputava o Campeonato Brasileiro - Série C de 2008. Infelizmente, o clube não fez boa campanha no nacional, ficando apenas na 58ª colocação geral com 3 pontos, 1 vitória e 5 derrotas, tendo a sua pior campanha na competição.
Em 31 de janeiro de 2017, o Petrolina anunciou as contratações de dois ex-jogadores que fizeram história no Clube de Regatas do Flamengo, Jorge Luís Andrade como treinador, e João Batista Nunes como diretor de futebol, para a disputa da série A2 do pernambucano, e devido a proximidade dos dois com o clube carioca, também era especulada uma parceria para empréstimo de jogadores da base ao clube pernambucano. Mais a equipe enfrentou problemas na entrega dos laudos do estádio Paulo de Souza Coelho a Federação Pernambucana de Futebol, assim o clube tentou realizar outra parceria, dessa vez com a Juazeirense da Bahia, para o empréstimo de jogadores da base, e também do Adauto Moraes ao clube pernambucano, mas devido a proibição da CBF de que equipes mandem seus jogos em outros estados, isso não foi possível. Dessa maneira, o retorno do Petrolina aos gramados é adiado, Andrade e Nunes deixam o clube, e nenhuma das parcerias se concretizou. Em 2018, a equipe petrolinense voltou a disputar a segundona, desta vez contando com o apoio da prefeitura municipal para reforma do estádio e contar com uma equipe para apresentar todos os laudos necessários até 12 de agosto, data estipulada pela FPF para o início da competição que contou com 14 equipes e duas categorias de base de Náutico e Sport, onde a equipe petrolinense se sagrou novamente campeã do certame, conquistando o acesso e o Tricampeonato invicto.
No ano seguinte no retorno a elite do futebol pernambucano, o tigre estreou com derrota por 1 a 0 contra a equipe de Afogados da Ingazeira, o Afogados da Ingazeira Futebol Clube. Na segunda rodada do campeonato, no retorno da torcida no estádio Paulo Coelho na primeira divisão, sofre uma goleada por 5 a 0 perante a equipe B do Náutico. Ao fim do campeonato, o Petrolina termina a competição na oitava colocação e na quinta colocação no campeonato do interior.

## O clube

### Bens e acomodações

#### Sedes
- Sede social 1: Rua Félix Pinto 306, centro; onde está localizado o estádio Paulo Coelho e toda a parte social, com um grande estacionamento e duas bilheterias.

- Sede social 2: Rua Coronel Amorim 217, centro; onde está localizado o escritório e a sede oficial.

#### Estádio
O Estádio Paulo de Souza Coelho popularmente conhecido como Paulo Coelho e também conhecido antigamente como "Associação Rural", é a principal casa do Petrolina e do 1º de Maio em competições de futebol. Está localizado no município de Petrolina, no interior de Pernambuco. O estádio pertence a Prefeitura Municipal de Petrolina e tem capacidade para 5.000 espectadores. O estádio já foi utilizado no Campeonato Baiano de Futebol pela Juazeirense. O clube estava com seu estádio em reformas e está a 4,1 Km de distância.
Em 2017, o estádio teve problemas com entregas de laudos a federação de Pernambuco, o que resultou na proibição de seu uso e fez com que as principais equipes petrolinenses ficassem impossibilitadas de participar do campeonato do mesmo ano. Em 2018 com a parceria da prefeitura municipal, o objetivo é garantir que o estádio possa ter uma boa estrutura que garanta o conforto e a segurança dos espectadores e que possa apresentar todos os laudos possíveis para voltar a competição.

### Escudo
Em 2017, foi elaborado um novo escudo que é bem diferente do distintivo usado nos últimos anos. De acordo com a assessoria do clube, todo um estudo foi desenvolvido para que o novo escudo continuasse a trazer as referências da região, mas com uma nova roupagem, com a finalidade de engrandecer mais ainda o nome da equipe e da cidade. Mesmo com as mudanças, as cores que caracterizam o tricolor sertanejo, o verde, vermelho e o amarelo foram mantidas, com todo o material estando mais moderno indo de encontro às referências de equipes internacionais.
—"Todo um estudo foi desenvolvido para que o novo escudo continuasse a trazer as referências da região, mas com uma nova roupagem, com a finalidade de engrandecer mais ainda o nome da equipe e da cidade. Mesmo com as mudanças, as cores que caracterizam o tricolor sertanejo, o verde, vermelho e o amarelo foram mantidos, mas todo o material está mais moderno indo de encontro às referências de equipes internacionais"—, informou o comunicado do Petrolina.
Porém em 2018, antigos dirigentes reassumiram o clube e a mudança de escudo foi revertida, com o clube voltando a utilizar o escudo que foi usado de 2008 até 2015. De acordo com uma postagem na rede social do clube, Ronaldo Silva presidente do clube, a mudança no escudo era algo desnecessário e o ideal era a mudança no clube, tanto financeiro quanto estrutural, para que o clube pudesse resgatar a história vitoriosa do Petrolina. 
| Evolução do Escudo do Petrolina Social Futebol Clube | Evolução do Escudo do Petrolina Social Futebol Clube | Evolução do Escudo do Petrolina Social Futebol Clube | Evolução do Escudo do Petrolina Social Futebol Clube |
| ?                                                    | 2016                                                 | 2017                                                 | Presente                                             |
| ---------------------------------------------------- | ---------------------------------------------------- | ---------------------------------------------------- | ---------------------------------------------------- |

### Mascotes

Tigre, mascote do Petrolina.

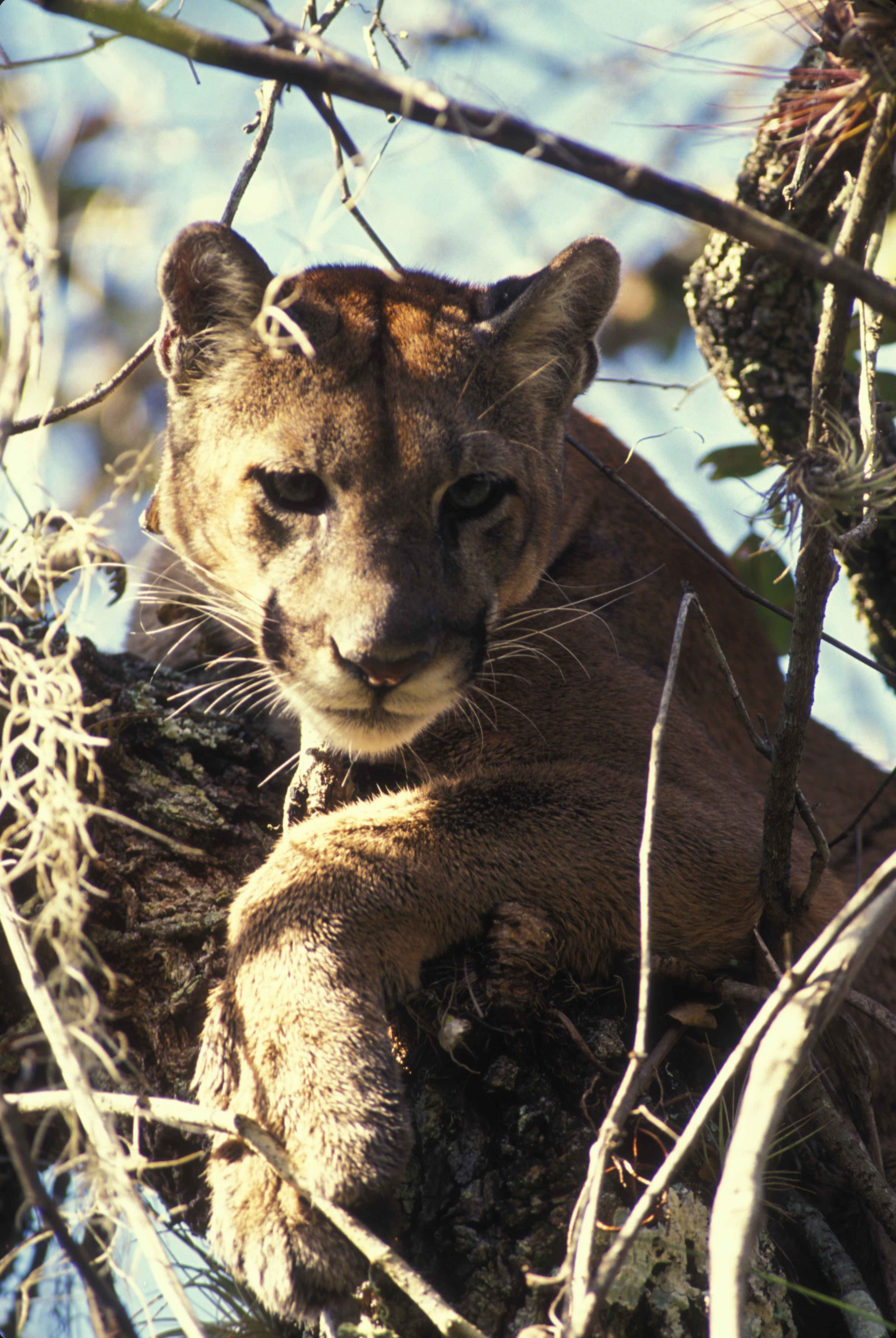
Onça Parda, também foi usada como mascote

Conhecido como "Fera Sertaneja", o Petrolina tem como mascote o Tigre, um mamífero carnívoro da família dos felídeos, que habita o continente asiático, maior felino da Ásia e um dos maiores do mundo e o terceiro maior carnívoro terrestre, atrás apenas do Urso-polar e do Urso-de-Kodiak. São animais extremamente territoriais e solitários. É o felino com maior variação de tamanho do mundo entre subespécies. É um dos animais mais carismáticos do mundo, sendo símbolo da conservação da natureza e um dos animais mais populares. É o animal símbolo de diversos países da Ásia e mascote de diversas empresas em todo o mundo.

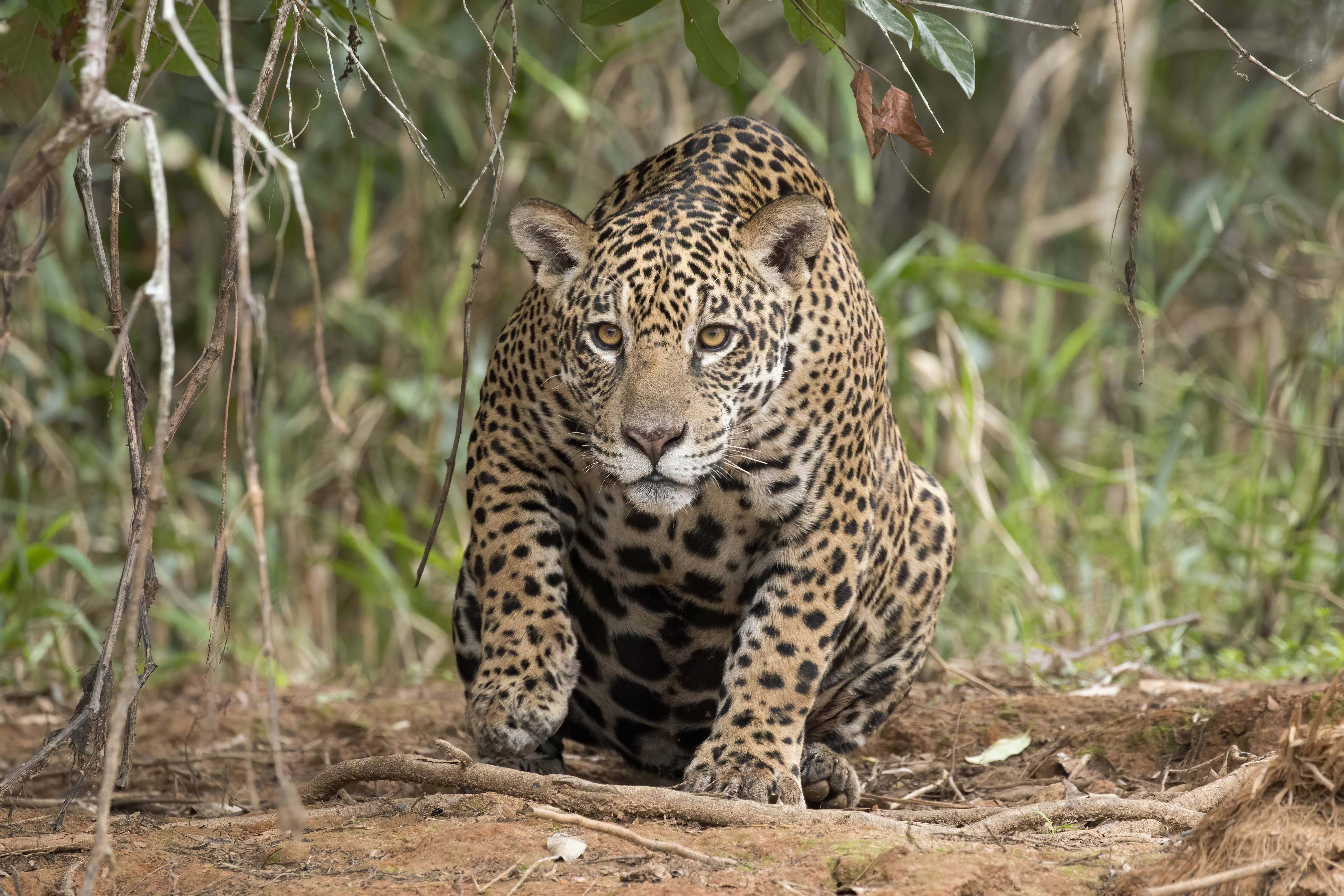
Onça-Pintada

O Tigre, esteve presente no escudo do Petrolina até 2015 e foi substituído por outro felino, a Onça Parda ou Suçuarana. Os felinos eram confundidos pelos torcedores que também pela famosa Onça-Pintada, animal este, existente nas regiões Norte e Nordeste do Brasil.
Por ser um animal que não é nativo do continente americano, não foi empecilho para que fosse mascote oficial do clube, mas ele pode ser encontrado nos mais diversos Jardins zoológicos, como o da cidade de Nova Iorque o Zoológico do Bronx, um dos mais famosos do mundo e no Parque Zoológico de São Paulo, localizado na Zona Sul da cidade, e o maior jardim zoológico do Brasil, e dentre outros espalhados pelo continente

## Principais títulos
Em toda sua história, o Petrolina foi marcado no futebol pernambucano por conquistas da Segunda divisão Pernambucana, além de acessos ao nacional.
| Estaduais | Estaduais                          | Estaduais | Estaduais         |
|           | Competição                         | Títulos   | Temporadas        |
| --------- | ---------------------------------- | --------- | ----------------- |
|           | Campeonato Pernambucano - Série A2 | 3         | 2001, 2010 e 2018 |

 Campeão invicto.

### Participações
|  | Participações em 2025 |

| Competição | Competição              | Temporadas | Melhor campanha             | Estreia | Última | P | R |
| Pernambuco | Campeonato Pernambucano | 14         | 3º colocado (2023)          | 2002    | 2025   |   | 5 |
| Pernambuco | Série A2                | 8          | Campeão (2001, 2010 e 2018) | 1999    | 2022   | 4 | – |
| Pernambuco | Série B                 | 1          | 20° colocado (2008          |         |        |   |   |
| Brasil     | Série C                 | 2          | Campeão (2006)              | 2006    | 2006   | – | – |
| Brasil     | Série D                 | 3          | 39º colocado (2012)         | 2009    | 2024   | – |   |
| Brasil     | Copa do Brasil          | 1          | 2ª Fase (2024)              | 2024    | 2024   | – |   |

## Técnicos
- Pedro Manta foi o técnico em 2018, que mais dirigiu o clube.[12] O treinador comandou a Fera Sertaneja em 2002 e 2012 e conseguiu classificar a Fera Sertaneja para a Série D do Campeonato Brasileiro. Pedro Manta estabeleceu recorde no clube como técnico que mais ganhou títulos no clube, sendo tri campeão pelo Petrolina.